# Bobby Hebert
Bobby Joseph Hebert Jr. (Cut Off, 19 agosto 1960) è un giocatore di football americano statunitense che ha militato nel ruolo di quarterback nella United States Football League (USFL) e nella National Football League (NFL).

## Carriera professionistica

### USFL
Hebert fu tra i migliori quarterback della storia della USFL. Nel 1983 vinse il titolo con i Michigan Panthers battendo i Philadelphia Stars, 24–22, e venendo premiato come miglior giocatore della finale. La squadra faticò per gli infortuni nel 1984, venendo eliminata dai Los Angeles Express di Steve Young 27–21 dopo tre supplementari. Nel 1985 i Panthers si fusero con gli Oakland Invaders e Hebert guidò ancora la squadra in finale contro gli Stars, perdendo 28–24. Le sue 13.137 yard passate sono il record di tutti i tempi della lega, che poco dopo chiuse i battenti.

### NFL
Nel 1985, nella sua stagione da rookie nella NFL con i New Orleans Saints, e nel 1986, Hebert divise il ruolo con l'altro quarterback Dave Wilson. Nel 1987 divenne stabilmente il titolare. Nel 1991 e 1992 guidò i Saints ai playoff, apparendo anche sulla copertina del 7 ottobre 1991 di Sports Illustrated. Nel 1993 Hebert firmò con gli Atlanta Falcons venendo convocato per il suo unico Pro Bowl quell'anno. Continuò a giocare per i Falcons come riserva di Jeff George nel 1994 e 1995, tornando titolare nell'ultima stagione in carriera, nel 1996.

## Palmarès

### Franchigia
- Campione USFL: 1

Michigan Panthers: 1983

### Individuale
- Convocazioni al Pro Bowl: 1

1993